# カトリック大森教会
カトリック大森教会（カトリックおおもりきょうかい）は、東京都大田区大森にあるカトリック東京大司教区の教会およびその聖堂であり、教会堂名は「主の公現」である。

## 沿革
1921年8月28日、訪問童貞会（後の聖母訪問会）の2名の修道女と共に幼稚園、医院を開設し宣教活動を開始した。小さな聖堂のミサには、近所の信者が集まった。修道会の発展に伴い建物が狭くなったので、大森駅と京浜電車八幡駅(後の大森海岸駅)に通じる目抜き通りに面して土地を購入した。
1922年7月2日、第2代駐日ローマ教皇庁使節のマリオ・ジャルディニ大司教が大森教会を公式訪問し、小教区として認定された。これは、築地教会、神田教会、浅草教会、本所教会、麻布教会、関口教会の各教会に続いて7番目の創立となる。初代主任司祭は、後の福岡司教区司教アルベルト・ブルトン師であった。
1923年9月1日、関東大震災に被災し、1928年2月5日、日本二十六聖人の祝日に、教皇使節M.ジャルジエー大司教によって、盛大な献堂式が行われた。
京浜工業地帯に属する大森には軍需工場が多かった兵器増産のため、地方から上京する信者の青少年の増加が著しく、1940年荏原教会と蒲田教会が設立された。（大森教会から分立）
1945年5月29日、正午近く、教会一帯はB29爆撃機の焼夷弾集中攻撃を受け、ロマネスク建築の聖堂は付近の民家と共に被災した。聖堂は3日間燃え続け鐘楼の鐘も熱で溶けてしまった。そんなかでも、当時の主任司祭であった下山正義神父は、捕虜たちの救霊のため近くの埋め立て地にあった捕虜収容所に通い続けた。終戦後、開放された捕虜たちは本国に帰り、日本の教会復興のため多大の援助をした。
1948年12月5日、教会再興献堂式が行われた。（下山正義神父の活動もあり、東京大司教区で最初の復興となった）その際、京浜工業地帯の焼け跡のなかみつかった教皇ピオ11世から東京神学校校長に贈られ東京神学校にあった「お告げの鐘」、そして、ブエノスアイレスの大司教サンチャゴ、ルイス・コベルロ枢機卿から東京大司教区に贈られた「ルハンの聖母像」を、それぞれ土井辰雄大司教（のちの枢機卿）から贈られた。
同年、洗足教会が大森教会から分立
1972年4月2日、新聖堂献堂式および創立50周年記念式典が行われる。
2022年10月10日、菊地功大司教司式で、創立100周年感謝ミサが執り行われた。

## 交通アクセス
- 東日本旅客鉄道（JR東日本）京浜東北線 大森駅 より徒歩8分。
- 京急本線 大森海岸駅 より徒歩7分。